# 莫伊特
莫伊特是德国莱茵兰-普法尔茨州的一个市镇。总面积14.69平方公里，总人口1844人，其中男性915人，女性929人（2011年12月31日），人口密度126人/平方公里。